# Pterolophia dapensis
Pterolophia dapensis là một loài bọ cánh cứng trong họ Cerambycidae.